# Kajetana
Kajetana – imię żeńskie pochodzenia łacińskiego, żeński odpowiednik imienia Kajetan. Wywodzi się od słowa oznaczającego „pochodząca z Kajety”, miasta w Italii. Patronką tego imienia jest bł. Kajetana Sterni. Na Kresach imię to było szczególnie związene z mniejszością ormiańską.
Kajetana imieniny obchodzi 26 listopada.
Znane osoby noszące to imię: 
- María del Pilar Teresa Cayetana de Silva y Álvarez de Toledo, arystokratka hiszpańska, patronka i muza malarza Francisca Goi